# Xã Barry, Quận Pike, Illinois
Xã Barry (tiếng Anh: Barry Township) là một xã thuộc quận Pike, tiểu bang Illinois, Hoa Kỳ. Năm 2010, dân số của xã này là 1.675 người.